# Retired Husband Syndrome
Das Retired Husband Syndrome (deutsch „Pensionierter-Ehemann-Syndrom“) ist eine Beschreibung der sozialen Situation, die die Ehefrauen vielbeschäftigter Männer bei deren Renteneintritt betrifft.

## Sozialer Hintergrund
In vielen industrialisierten Gesellschaften ist es heutzutage notwendig und üblich, dass ein Ehepartner einen erheblichen Anteil seiner Lebenszeit außer Haus verbringt, um seiner Beschäftigung nachzugehen. Zu der reinen Arbeitszeit addiert sich noch die Fahrt zum Arbeitsplatz sowie Nebentätigkeiten wie Betriebssport, Dienstreisen oder außerdienstliche Aktivitäten.
Infolge dieser langen Abwesenheiten kommt es bei den betroffenen Familien zu einer zunehmenden Entfremdung. Die anderen Familienmitglieder passen ihr Leben an die Situation an.

## Problematik
Aufgrund der starken Einbindung des Ehemannes ins Berufsleben verliert dieser die notwendigen Sozialkompetenzen, um sich bei Renteneintritt wieder in die Familie zu integrieren. Als Folge der so auftretenden Belastung kann es bei der Ehefrau zu Rückenschmerzen, Asthma, Depressionen, seltener sogar zu Herzbeschwerden kommen.

## Folgen
Die Merkmale des Pensionierter-Ehemann-Syndroms stellen eine erhebliche Belastung für die Ehe dar. Untersuchungen in Japan haben ergeben, dass die Scheidungsrate dort bei Rentnern in den letzten Jahren signifikant gestiegen sind. Man nimmt an, dass ein Grund für dieses Phänomen das Retired Husband Syndrome ist. Ein Forscherduo aus Italien kam auf Grund der Daten der japanischen Langzeitstudien zum Schluss, dass bei Frauen vielbeschäftigter Ehemänner nach dem Renteneintritt die Wahrscheinlichkeit von 5 % auf 14 % ansteigt, Symptome wie ein steigendes Stressniveau, häufiger auftretende Depressionen und vermehrte Schlaflosigkeit zu entwickeln.

## Rezeption
- Loriot: Pappa ante portas (Kinofilm, 1991)